# 英安镇
英安镇，是中华人民共和国吉林省延边朝鲜族自治州珲春市下辖的一个乡镇级行政单位。2021年11月18日，调整管辖范围。调整后，英安镇西起图们江，东至哈达门乡松树村，北起密江乡大荒沟村，南至三家子满族乡八连城村，辖原英安镇的光兴、育才、英义3个社区和关门、向阳、里化、甩湾子、英安、英新、富民、富新、八二、大榆树、新地方、靖边、自兴、双新、八棵树、荒山16个村。

## 行政区划
英安镇下辖以下地区：
英义社区（农场）、育才社区、光兴社区、英安村、关门村、富新村、富民村、甩弯子村、八二村、里化村、大荒沟村、向阳村、英新村、新明村、靖边村、中华村、城西村、双新村、八棵树村、自兴村、高产村、新地方村、东关村、西郊村、城北村、营子村、大榆树村和荒山村。